# Gambusia nobilis
Gambusia nobilis là một loài cá thuộc họ Poeciliidae. Nó là loài đặc hữu của Hoa Kỳ.